# Vigiles nocturnes
Les Vigiles nocturnes sont un office célébré dans les Églises d'Orient – Églises orthodoxes et Églises catholiques de rite byzantin – qui agrège les trois heures canoniales des Vêpres, des Matines et de Prime. Les vigiles nocturnes sont célébrées les veilles des dimanches et des principales fêtes.
Les vigiles nocturnes ont été mises en musique par Sergueï Rachmaninov ; son ouvrage Les Vêpres, composé d'une sélection des moments du service, est une de ses œuvres majeures. Les Vigiles nocturnes (en) de Tchaïkovski, ainsi que sa Liturgie de saint Jean Chrysostome et sa série de neuf chants sacrés sont à la source de l'intérêt porté à la musique orthodoxe en général et à celle des vigiles nocturnes en particulier,,.
D'autres œuvres ayant pour thème les vigiles nocturnes sont celles de Pavel Chesnokov, de Sergueï Taneïev, de Mikhaïl Ippolitov-Ivanov, d'Alexandre Kastalski, d'Hilarion Alfeyev, de Clive Strutt (de) et d'Einojuhani Rautavaara. 
Les vigiles nocturnes sont généralement célébrées sur des chants traditionnels variés et sur des mélodies simples issues de l'octoechos.

## Liturgie
Lorsqu'elles sont incluses dans les Vigiles nocturnes, les liturgies des Vêpres et des Matines diffèrent quelque peu de leur ordre habituel. Dans l'usage des paroisses, plusieurs parties de l'office, telles que les lectures du synaxaire lors du Canon des Matines, sont abrégées ou omises et le service dure de deux heures à deux heures et demie.
Ci-après, les psaumes sont cités selon la numérotation de la Septante et de la Vulgate.

### Grandes Vêpres
- Encensement de toute l'église effectué en silence ;
- Bénédiction initiale du prêtre : Gloire à la sainte, consubstantielle, vivifiante et indivisible Trinité, en tout temps, maintenant et toujours et dans les siècles des siècles ;
- Invitatoires ;
- Psaume 103 (on ne chante que quelques versets accompagnés de versets non-psalmiques, comme dans la tradition constantinopolitaine) ;
- Grande ecténie ;
- Premier cathisme (chanté les dimanches, lu en semaine) ;
- Petite ecténie ;
- Seigneur, je crie vers Toi (psaumes 140,141, 129, 116) avec les stichères appropriés, suivis du Theotokion, hymne adressé à la Mère de Dieu (le dimanche, cette hymne est dogmatique) ;
- Entrée ;
- Hymne Lumière Joyeuse ;
- Prokeimenon du jour de la semaine occurrent ;
- Lecture de l'Ancien Testament, lorsque requis ;
- Ecténie instante ;
- Prière Daigne, Seigneur… ;
- Ecténie de demandes;
- Litie ;
- Apostiches
- Nunc dimittis et prières du Trisagion ;
- Apolytikon du jour (les dimanches : Réjouis-toi, ô Theotokos, sinon le tropaire approprié au jour) ;
- Artoclasie ;
- Béni soit le nom du Seigneur ; psaume 33 suivi d'une bénédiction.

### Matines
- Gloire à Dieu au plus haut des cieux !, Seigneur, ouvre mes lèvres… ;
- Six psaumes (3, 37, 61, 87, 102, 142) ;
- Grande ecténie
- Le Seigneur est Dieu, avec versets du psaume 117 ;
- Apolytikon : les dimanches : extrait de l'octoechos, sinon : celui du jour, et Theotokion approprié ;
- Cathismes ;
- Petite ecténie ;
- Psaume 118 (normalement chanté le dimanche, il est la plupart du temps réduits aux eulogétaires de la Résurrection intercalés du verset « Tu es béni, Seigneur, enseigne-moi Tes jugements ») ou polyéléos (psaumes 134 et 135, ainsi que 136 les trois dimanches qui précèdent le Grand Carême), (normalement chanté uniquement les jours de fête, il tend à remplacer le psaume 118 les dimanches) ;
- Mégalynarion (les jours de fête) ;
- Petite ecténie ;
- Anabathmoi ;
- Hypakoë
- Prokeimenon ;
- Lecture de l'Évangile ;
- Ayant contemplé la Résurrection du Christ… (les dimanches) ;
- Psaume 50 (O Dieu ! Aie pitié de moi…) ;
- Stichères (remplacés, pendant le temps du Triode, par « Ouvre-moi les portes du repentir... ») ;
- Prière O Dieu sauve Ton peuple et bénis Ton héritage… ;
- Canon. Les fidèles vénèrent l'Évangile les dimanches, les icônes de la fête du jour en semaine ;
- Petite ecténie ;
- Saint est le Seigneur notre Dieu… (les dimanches seulement) ;
- Exapostilarion ;
- Laudes (psaumes 148 à 150, avec stichères) ;
- Gloire à Dieu… (grande doxologie) ;
- Tropaires du jour ;
- Ecténie instante ;
- Ecténie de demandes ;
- Congé ;
- Polychronion ;
- Office de Prime.